# حصار حلب (1260)
حصار حلب كان حدثًا رئيسيًا في عام 1260 أثناء الحرب بين إمبراطورية المغول والدولة الأيوبية.

## خلفية
بعد أن تمكن هولاكو خان من احتلال بغداد عام 1258 وإنهاء الخلافة العباسية، توجه بعدها إلى سوريا، فهاجم حران والرها وعبر نهر الفرات لينهب منبج ويضع حلب تحت الحصار.
في تلك الأثناء، كان أمير حلب و دمشق، الناصر يوسف، يقيم في دمشق و كان أتباعه يقترحون تسليم المدينة دون قتال لكن أحد أقربائه توران شاه قرر أن يدافع عنها ضد حلف المغول مع الصليبيين.

## المعركة
استولت القوات المغولية والأرمنية والفرنجية بمساعدة المقاليع والمنجنيق على المدينة بأكملها، باستثناء القلعة التي صمدت حتى 25 فبراير وتم هدمها بعد استسلامها. وكانت المذبحة التي أعقبت ذلك، والتي استمرت ستة أيام بين 18 حتى 24 يناير 1260، منهجية وشاملة، حيث قُتل جميع المسلمين واليهود تقريبًا، على الرغم من بيع معظم النساء والأطفال للعبودية. كما شمل الدمار أيضًا حرق جامع حلب الكبير.

## ما بعد
بعد الحصار، أعدم هولاكو بعضًا من قوات هيثوم لحرق المسجد، تذكر بعض المصادر أن بوهيموند السادس ملك أنطاكية (زعيم الفرنجة) رأى بنفسه تدمير المسجد. في وقت لاحق، أعاد هولاكو خان القلاع والمناطق إلى هيثوم التي كانت قد استولى عليها الأيوبيون.
فيما بعد، توجه المغول بقيادة كتبغا نحو دمشق التي استسلمت دون حصار. ومن ثم تم أسر الناصر يوسف مع أخيه قرب غزة الذين أعدما بعد مقتل كتبغا في معركة عين جالوت.